# Сент-Женевьев (Эна)
Сент-Женевье́в (фр. Sainte-Geneviève) — коммуна во Франции, находится в регионе Пикардия. Департамент коммуны — Эна. Входит в состав кантона Вервен. Округ коммуны — Вервен.
Код INSEE коммуны — 02678.

## Население
Население коммуны на 2010 год составляло 77 человек.
| 1962 | 1968 | 1975 | 1982 | 1990 | 1999 | 2010 |
| ---- | ---- | ---- | ---- | ---- | ---- | ---- |
| 133  | 117  | 95   | 95   | 85   | 63   | 77   |

## Экономика
В 2010 году среди 42 человек трудоспособного возраста (15—64 лет) 29 были экономически активными, 13 — неактивными (показатель активности — 69,0 %, в 1999 году было 65,7 %). Из 29 активных жителей работали 29 человек (17 мужчин и 12 женщин), безработных не было. Среди 13 неактивных 1 человек был учеником или студентом, 6 — пенсионерами, 6 были неактивными по другим причинам.